# Penisola Muñoz Gamero
La penisola Muñoz Gamero è una penisola del Cile. È delimitata, procedendo in senso antiorario, dal canale Smyth, dallo stretto di Magellano, dal canale Gajardo, dal seno Skyring e dal seno Obstruccion ed è connessa alla terraferma, la Patagonia, da uno istmo che separa il seno Skyring a sud dal seno Obstruccion a nord. L'istmo a sua volta si biforca in due strette lingue di terra che connettono, una, la parte nord e, l'altra, la parte sud in cui la penisola è in realtà suddivisa: queste due parti a loro volta hanno un punto di congiunzione di coordinate geografiche 52°42'S 73°14'O.

## Geografia
Tra la parte settentrionale e quella meridionale si snoda il lago Muñoz Gamero, individuato nel 1945 grazie a una fotografia aerea.
La penisola consta di parecchie penisole più piccole che si protendono dal corpo centrale, conferendole una forma molto irregolare.
L'isola Riesco è stata considerata parte della penisola Muñoz Gamero fino al 1904, anno in cui si è scoperta l'esistenza del canale Gajardo che le separava.
Tra le caratteristiche geografiche vale la pena ricordare il Gran Campo Nevado, con i suoi ghiacci perenni, nella sua parte meridionale e il monte Burney, nella sua parte settentrionale.